# Freedom Airlines
Freedom Airlines, Inc. war eine US-amerikanische Regionalfluggesellschaft mit Sitz in Irving. Sie war ein Tochterunternehmen der Mesa Air Group und flog zuletzt exklusiv unter der Marke Delta Connection für Delta Air Lines.

## Geschichte
Freedom Airlines wurde im März 2002 von der Mesa Air Group gegründet und begann ihren Flugbetrieb im Oktober 2002. Sie wurde ursprünglich ins Leben gerufen, um die Bedingungen von America West als America West Express mit Bombardier CRJ900 zu fliegen, erfüllen zu können. Mesa Airlines, die größte Fluggesellschaft der Mesa Air Group, hatte ein Codeshare-Abkommen mit US Airways als US Airways Express. US Airways hatte einen Vertrag mit der Air Lines Pilots Association, der es der Airline verbot mit Regionaljet-Anbietern, die Maschinen mit mehr als 70 Sitzen einsetzen, zusammenzuarbeiten. Darum konnte Mesa Airlines nicht gleichzeitig als US Airways Express fliegen und CRJ900 Maschinen betreiben.
Anfangs betrieb Freedom Airlines die Bombardier CRJ700 und CRJ900 nur für America West Airlines. Nachdem sich US Airways mit den Piloten für den Betrieb von größeren Regionaljets geeinigt hatte, übertrug Mesa alle Operationen der Freedom Airlines an Mesa Airlines. Danach wurde bei Freedom Airlines eine Beech 1900 eingeflottet um die Betreiberzertifikate aufrechtzuerhalten. Diese wurde eine Zeit lang nicht eingesetzt, diente aber als Reservemaschine für Air Midwest, die mit De Havilland DHC-8 Codeshare-Linienflüge als America West Express für West America Airlines ab Phoenix betrieb. 
Ab Oktober 2005 startete Freedom Airlines erneut den Linienbetrieb unter der Regionalflug-Marke Delta Connection für Delta Air Lines. Nachdem Delta den Vertrag zum Betrieb von Embraer ERJ 145 auf Grund von Pannen kündigen wollte, einigte man sich auf den Betrieb von CRJ900 für Delta Connection.
Am 29. Mai 2008 lehnte ein Bundesrichter die Kündigung des Vertrages zwischen Delta Connection und Freedom Airlines durch die Mesa Air Group ab, da Delta damit in den Gläubigerschutz getrieben und 700 Arbeitsplätze oder 14 % des Mitarbeiterstammes vernichtet würde. Im August 2008 kündigte dann Delta Air Lines ihrerseits das Abkommen. Im Mai 2010 genehmigte ein Bundesgericht nach mehrjährigem Rechtsstreit die Kündigung des Vertrages durch Delta und verurteilte die Mesa Air Group zur Rückzahlung von 3 Millionen US-Dollar. Nachdem Mesa sich ohnehin bereits in einer Restrukturierungsphase befunden hatte, stellte deren Tochtergesellschaft Freedom Airlines infolge der finanziellen Belastung und dem Verlust des Auftrags schließlich den Flugbetrieb ein.

## Flugziele
Freedom Airlines verband zuletzt nur noch unter der Marke Delta Connection den John F. Kennedy International Airport in New York City mit regionalen Zielen innerhalb der USA.

## Flotte
Mit Stand März 2010 bestand die Flotte der Freedom Airlines aus 34 Flugzeugen:
- 34 Embraer ERJ 145